# MegaHu
MegaHu je šesté studiové album české rockové skupiny Kabát.

## Seznam skladeb
| Pořadí         | Název                   | Autor                    | Délka |
| -------------- | ----------------------- | ------------------------ | ----- |
| 1.             | Teta                    | Milan Špalek · Špalek    | 2:58  |
| 2.             | Víte jak to bolí        | Špalek · Špalek          | 2:19  |
| 3.             | Učitel                  | Ota Váňa · Špalek        | 3:38  |
| 4.             | Mám obě ruce levý       | Špalek · Tomáš Hajíček   | 1:56  |
| 5.             | Bruce Willis            | Váňa · Špalek            | 2:59  |
| 6.             | MegaHu                  | Krulich · Špalek         | 2:21  |
| 7.             | Ďábel a syn             | Váňa · Špalek            | 3:57  |
| 8.             | Číňani                  | Špalek · Špalek, Hurvajs | 1:31  |
| 9.             | Pohromy                 | Krulich · Špalek         | 1:47  |
| 10.            | Prdel vody              | Krulich · Špalek         | 3:11  |
| 11.            | Já si kopu vlastní hrob | Krulich · Špalek         | 2:33  |
| 12.            | Chaňa s Rylou           | Špalek · Špalek          | 2:42  |
| 13.            | Brouk Pytlík            | Váňa · Špalek            | 3:49  |
| 14.            | Šaman                   | Krulich · Špalek         | 6:20  |
| Celková délka: | Celková délka:          | Celková délka:           | 42:23 |

## Obsazení
Kabát
- Josef Vojtek – zpěv, sbor
- Milan Špalek – baskytara, zpěv
- Ota Váňa – kytara, sbor
- Tomáš Krulich – kytara
- Radek "Hurvajs" Hurčík – bicí

Hosté
- Jaroslav Olin Nejezchleba – violoncello
- Dětský sbor Ventilky, sbormistr Luboš Hána
- Milan Cimfe – vokály, baskytara, perkuse, programování

Produkce
- Milan Cimfe – produkce, zvuk
- Studia Sono – mix a mastering
- Martin Lepka – cover design & photo